# روندسهاگن
روندسهاگن (به آلمانی: Rondeshagen) یک شهر در آلمان است که در هرتسوگتوم لاونبورگ واقع شده‌است. روندسهاگن ۸۵۴ نفر جمعیت دارد.